# أجا (مركز)
مركز أجا مركز إداري مصري. يقع في محافظة الدقهلية الواقعة في جمهورية مصر العربية. القاعدة الإدارية للمركز هي مدينة أجا. ويرأس المدينة ومركزها محمد عبد الباقي منذ تعيينه في مارس 2025.

## التاريخ

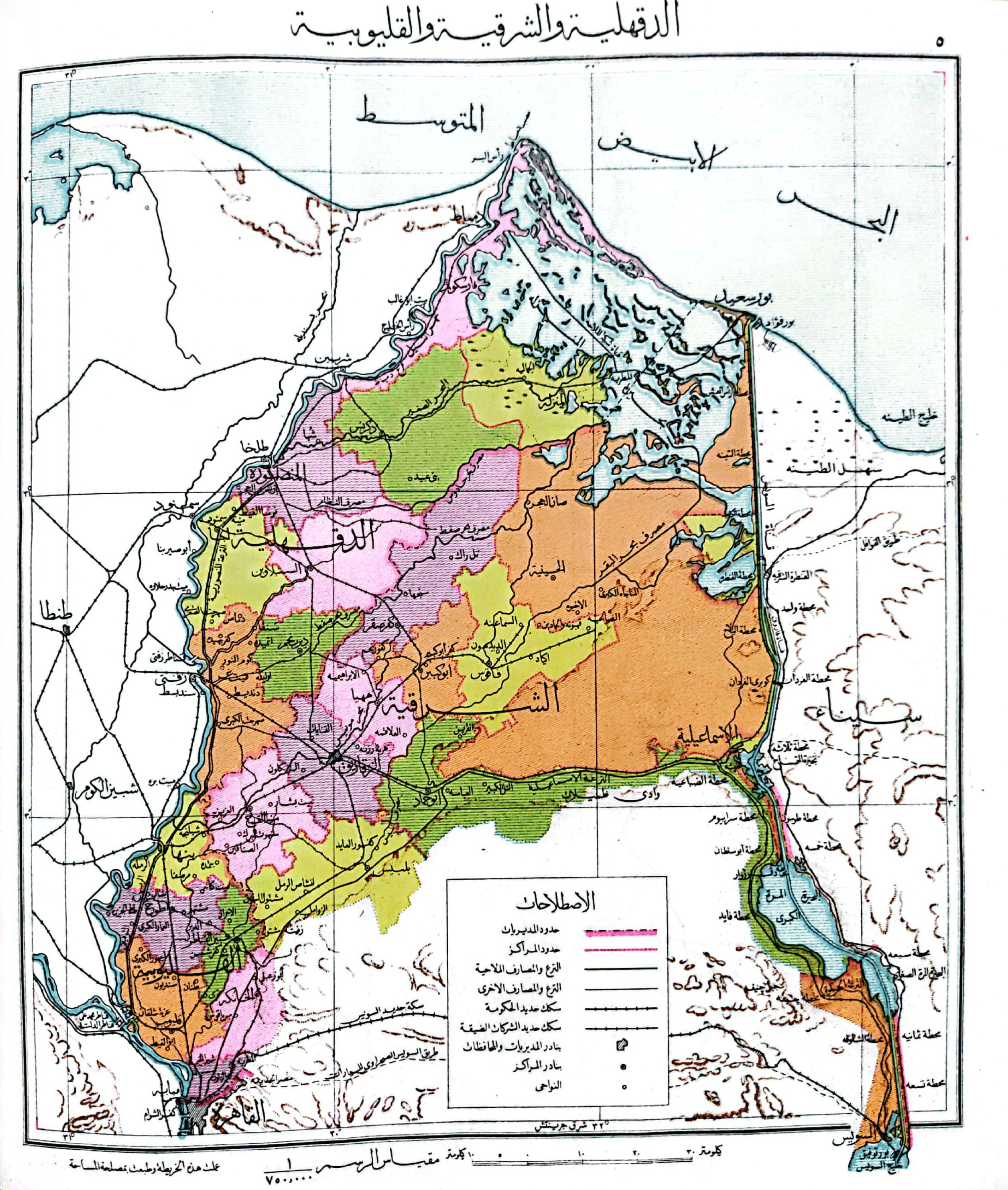
خريطة تظهر المركز في عام 1951

أنشئ سلف المركز في 29 محرم 1280 (1861 م) باسم قسم الجميزة على أن تجعل بلدة جميزة برغوت (جميزة بني عمرو) مركزًا للقسم، إلا أن البلدة كانت قريبة من مدينة السنبلاوين وليس حولها بلاد كثيرة تسمح بتكوين مركز جديد. لذا صدر قرار أخر عام 1863 بإنشاء قسم منية سمنود وجعل في اختصاصه 62 قرية وسمي باسم مركز في عام 1871. بسبب بعد منية سمنود عن السكة الحديد صدر قرار عن نظارة الداخلية في 2 يونيو 1907 بنقل المركز إلى أجا لوقعها على سكة الحديد الواصلة بين المنصورة وميت غمر وموقعها المتوسط في المركز عن منية سمنود.

## السكان
بلغ عدد سكان المركز 577,876 نسمة في تقدير يوليو 2024 أغلبهم ريفيون (باستثناء سكان مدينة أجا 48,007 نسمة)، عدد الرجال منهم 293,363 والنساء 284,513 نسمة. كان عدد سكان المركز 537,240 نسمة في تعداد 2017.
| السنة | عدد السكان | السنة | عدد السكان |
| ----- | ---------- | ----- | ---------- |
| 1882  | 88,895     | 1976  | 224,281    |
| 1897  | 106,954    | 1986  | 285,196    |
| 1907  | 121,972    | 1996  | 377,077    |
| 1917  | 132,364    | 2006  | 409,766    |
| 1927  | 137,949    | 2017  | 537,240    |
| 1947  | 153,285    | 2024  | 577,876    |
| 1960  | 190,766    | —     | —          |